# إدكا
إدكا هي شركة ألمانية للسوبرماركت تأسست سنة 1898 ببرلين، ويقع مقرها الآن بهامبورغ.